# Новоуразаево (Балтачевский район)
Новоураза́ево (баш. Яңы Уразай) — деревня в Балтачевском районе Башкортостана, относится к Кунтугушевскому сельсовету.

## География
Расстояние до:
- районного центра (Старобалтачёво): 16 км,
- центра сельсовета (Нижнеиванаево): 9 км,
- ближайшей ж/д станции (Куеда): 87 км.

## Население
| 2002 | 2009 | 2010 |
| ---- | ---- | ---- |
| 54   | →54  | ↘44  |

Национальный состав
Согласно переписи 2002 года, преобладающие национальности — башкиры (57 %), марийцы (30 %).